# Ferrari
Ferrari S.p.A là một công ty chuyên về sản xuất siêu xe thể thao của Ý do Enzo Ferrari sáng lập vào năm 1939 với tên gọi ban đầu là Scuderia Ferrari, đến năm 1946, hãng đổi tên thành Ferrari S.p.A như hiện nay. Ngoài xe hơi, Ferrari còn là nhà tài trợ chính cho những giải đua xe lớn cùng các đội đua và vận động viên đua xe trên toàn thế giới.

## Ngành nghề kinh doanh

### Công nghiệp ô tô
Năm 1929, Enzo Ferrari, một vận động viên đua ô tô đang khoác áo đội đua Alfa Romeo, sáng lập ra Scuderia Ferrari như một công ty bảo trợ và tổ chức giải đua cho những tay lái nghiệp dư, trụ sở chính đặt tại Modena, Ý. Trong khoảng thời gian 10 năm, cũng như nhà sáng lập của nó, công ty này có mối quan hệ mật thiết với Alfa Romeo. Năm 1938, Ferrari hoàn toàn tách khỏi Alfa Romeo, thành lập công ty Auto Avio Costruzioni Ferrari, chuyên sản xuất phụ tùng siêu xe. Năm 1943, dây chuyền sản xuất chính được chuyển từ Modena tới Maranello.
Tên tuổi của hãng gắn liền với các cuộc đua, đặc biệt là cuộc đua xe Công thức 1. Ngày nay, cái tên cũ Scuderia Ferrari của hãng được dùng để đặt cho tên đội đua Scuderia Ferrari nổi tiếng trong các cuộc đua Công thức 1. Ferrari hiện đang là một trong những hãng sản xuất siêu xe nổi tiếng nhất thế giới bên cạnh những hãng khác như Lamborghini, Bugatti,...

### Thời trang và Ẩm thực
Trong nỗ lực đa dạng hóa hình ảnh, Ferrari đã hợp tác với Rocco Iannone, nhà thiết kế cũ cho Georgio Armani và Giám đốc sáng tạo của Pal Zileri. Với hai màu sắc đỏ - vàng chủ đạo đã làm nên thương hiệu của hãng, buổi trình diễn thời trang của Ferrari đã diễn ra vào ngày 13 tháng 6 năm 2021 tại cơ sở sản xuất Maranello của hãng ở miền Bắc Italy. Điểm nhấn của bộ sưu tập này là những chiếc áo khoác bomber và parka quá khổ, pha trộn giữa ni lông, lụa và vải tải chế, kết hợp với váy, quần short và quần dài bó sát. Việc ra mắt bộ sưu tập thời trang đầu tiên này đánh dấu một bước tiến quan trọng trong chiến lược thương hiệu mới của Ferrari, một trong những khoản đầu tư lớn nhất của họ bên ngoài lĩnh vực kinh doanh xe hơi, mà công ty muốn sẽ chiếm khoảng 10% lợi nhuận trong vòng 7 - 10 năm tới.
Ngày 15 tháng 6 năm 2021, Ferrari cũng sẽ mở cửa trở lại nhà hàng Cavallino tại Maranello, dưới sự chỉ đạo của đầu bếp người Italy Massimo Bottura, người đã sở hữu ba ngôi sao Michelin. Nhà hàng này từng là một căng tin và trở thành địa điểm yêu thích của nhà sáng lập Enzo Ferrari để tiếp đón nhân viên, khách hàng và bạn bè.